# Dynamine getae
Dynamine getae är en fjärilsart som beskrevs av Frederick DuCane Godman och Osbert Salvin 1878. Dynamine getae ingår i släktet Dynamine och familjen praktfjärilar. Inga underarter finns listade i Catalogue of Life.